# Straufhain
Straufhain är en kommun i Landkreis Hildburghausen i förbundslandet Thüringen i Tyskland.
Kommunen ingår i förvaltningsgemenskapen Heldburger Unterland tillsammans med kommunerna Schlechtsart, Schweickershausen, Ummerstadt, Westhausen och Heldburg.